# Kanadas Grand Prix 2018
Kanadas Grand Prix 2018, officiellt Formula 1 Grand Prix Heineken Du Canada 2018, var ett Formel 1-lopp som kördes 10 juni 2018 på Circuit Gilles Villeneuve i Montréal i Kanada. Loppet var det sjunde av sammanlagt tjugoen deltävlingar ingående i Formel 1-säsongen 2018. Sebastian Vettel vann loppet och tog därmed sin 50:e Grand Prix-seger i karriären. För Ferrari som vinnande konstruktör innebar det att stallet tog sin första seger i Kanada sedan Michael Schumachers vinst där 2004. Fernando Alonso körde sitt 300:e Grand Prix.
Loppet skulle ha körts 70 varv men flaggades av misstag av 1 varv för tidigt. Då den kanadensiska modellen Winnie Harlow som var speciellt inbjuden för att bland annat flagga av loppet fick klartecken att vifta med målflaggan visade det sig att ledande Sebastian Vettel i själva verket gick ut på sista varvet. Enligt dåvarande tävlingschefen Charlie Whiting berodde det hela på en missuppfattning mellan den lokala tävlingsledningen och Harlow. Loppet flaggades av på varv 69 vilket enligt FIA:s regler betyder att slutresultatet grundar sig på de positioner bilarna hade på varvet innan. Misstaget resulterade i att FIA på initiativ av Whiting tog fram en automatiserad måltavla som blev standard 2019.

## Kval
| Pos.                    | Nr | Förare            | Konstruktör               | Kvaltider | Kvaltider | Kvaltider | Start- grid |
| Pos.                    | Nr | Förare            | Konstruktör               | Q1        | Q2        | Q3        | Start- grid |
| ----------------------- | -- | ----------------- | ------------------------- | --------- | --------- | --------- | ----------- |
| 1                       | 5  | Sebastian Vettel  | Ferrari                   | 1.11,710  | 1.11,524  | 1.10,764  | 1           |
| 2                       | 77 | Valtteri Bottas   | Mercedes                  | 1.11,950  | 1.11,514  | 1.10,857  | 2           |
| 3                       | 33 | Max Verstappen    | Red Bull Racing-TAG Heuer | 1.12,008  | 1.11,472  | 1.10,937  | 3           |
| 4                       | 44 | Lewis Hamilton    | Mercedes                  | 1.11,835  | 1.11,740  | 1.10,996  | 4           |
| 5                       | 7  | Kimi Räikkönen    | Ferrari                   | 1.11,725  | 1.11,620  | 1.11,095  | 5           |
| 6                       | 3  | Daniel Ricciardo  | Red Bull Racing-TAG Heuer | 1.12,459  | 1.11,434  | 1.11,116  | 6           |
| 7                       | 27 | Nico Hülkenberg   | Renault                   | 1.12,795  | 1.11,916  | 1.11,973  | 7           |
| 8                       | 31 | Esteban Ocon      | Force India-Mercedes      | 1.12,577  | 1.12,141  | 1.12,084  | 8           |
| 9                       | 55 | Carlos Sainz, Jr. | Renault                   | 1.12,689  | 1.12,097  | 1.12,168  | 9           |
| 10                      | 11 | Sergio Pérez      | Force India-Mercedes      | 1.12,702  | 1.12,395  | 1.12,671  | 10          |
| 11                      | 20 | Kevin Magnussen   | Haas-Ferrari              | 1.12,680  | 1.12,606  |           | 11          |
| 12                      | 28 | Brendon Hartley   | Scuderia Toro Rosso-Honda | 1.12,587  | 1.12,635  |           | 12          |
| 13                      | 16 | Charles Leclerc   | Sauber-Ferrari            | 1.12,945  | 1.12,661  |           | 13          |
| 14                      | 14 | Fernando Alonso   | McLaren-Renault           | 1.12,979  | 1.12,856  |           | 14          |
| 15                      | 2  | Stoffel Vandoorne | McLaren-Renault           | 1.12,998  | 1.12,865  |           | 15          |
| 16                      | 10 | Pierre Gasly      | Scuderia Toro Rosso-Honda | 1.13,047  |           |           | 19          |
| 17                      | 18 | Lance Stroll      | Williams-Mercedes         | 1.13,590  |           |           | 16          |
| 18                      | 35 | Sergej Sirotkin   | Williams-Mercedes         | 1.13,643  |           |           | 17          |
| 19                      | 9  | Marcus Ericsson   | Sauber-Ferrari            | 1.14,593  |           |           | 18          |
| NC                      | 8  | Romain Grosjean   | Haas-Ferrari              | Ingen tid |           |           | 20a         |
| 107 %-gränsen: 1.16,729 |    |                   |                           |           |           |           |             |
| Källor:                 |    |                   |                           |           |           |           |             |

- ^a  – Romain Grosjean var efter ett motorproblem som inträffade på utvarvet under första kvalrundan oförmögen att delta i kvalet.[10] Han fick efter tävlingsledningens beslut tillåtelse att starta.[8]

## Lopp
| Pos.    | Nr | Förare            | Konstruktör               | Varv | Tid/Bröt             | Grid | Poäng |
| ------- | -- | ----------------- | ------------------------- | ---- | -------------------- | ---- | ----- |
| 1       | 5  | Sebastian Vettel  | Ferrari                   | 68   | 1:28.31,377          | 1    | 25    |
| 2       | 77 | Valtteri Bottas   | Mercedes                  | 68   | +7,376               | 2    | 18    |
| 3       | 33 | Max Verstappen    | Red Bull Racing-TAG Heuer | 68   | +8,360               | 3    | 15    |
| 4       | 3  | Daniel Ricciardo  | Red Bull Racing-TAG Heuer | 68   | +20,892              | 6    | 12    |
| 5       | 44 | Lewis Hamilton    | Mercedes                  | 68   | +21,559              | 4    | 10    |
| 6       | 7  | Kimi Räikkönen    | Ferrari                   | 68   | +27,184              | 5    | 8     |
| 7       | 27 | Nico Hülkenberg   | Renault                   | 67   | +1 varv              | 7    | 6     |
| 8       | 55 | Carlos Sainz, Jr. | Renault                   | 67   | +1 varv              | 9    | 4     |
| 9       | 31 | Esteban Ocon      | Force India-Mercedes      | 67   | +1 varv              | 8    | 2     |
| 10      | 16 | Charles Leclerc   | Sauber-Ferrari            | 67   | +1 varv              | 13   | 1     |
| 11      | 10 | Pierre Gasly      | Scuderia Toro Rosso-Honda | 67   | +1 varv              | 19   |       |
| 12      | 8  | Romain Grosjean   | Haas-Ferrari              | 67   | +1 varv              | 20   |       |
| 13      | 20 | Kevin Magnussen   | Haas-Ferrari              | 67   | +1 varv              | 11   |       |
| 14      | 11 | Sergio Pérez      | Force India-Mercedes      | 67   | +1 varv              | 10   |       |
| 15      | 9  | Marcus Ericsson   | Sauber-Ferrari            | 66   | +2 varv              | 18   |       |
| 16      | 2  | Stoffel Vandoorne | McLaren-Renault           | 66   | +2 varv              | 15   |       |
| 17      | 35 | Sergej Sirotkin   | Williams-Mercedes         | 66   | +2 varv              | 17   |       |
| Bröt    | 14 | Fernando Alonso   | McLaren-Renault           | 40   | Avgassystem/ Grenrör | 14   |       |
| Bröt    | 28 | Brendon Hartley   | Scuderia Toro Rosso-Honda | 0    | Kollision            | 12   |       |
| Bröt    | 18 | Lance Stroll      | Williams-Mercedes         | 0    | Kollision            | 16   |       |
| Källor: |    |                   |                           |      |                      |      |       |